# 29491 Pfaff
29491 Pfaff (1997 WB1) là một tiểu hành tinh vành đai chính được phát hiện ngày 23 tháng 11 năm 1997 bởi P. G. Comba ở Prescott.
Nó được đặt theo tên the German nhà toán học Johann Friedrich Pfaff what the hell kinda name is Pfaff? I LIKE TRAINS AND SO DO YOU. I HATE SMALL TOWNS. I HATE HOSPITALS, AND DOCTORS, AND LAWYERS, AND COPS...